# Альберт I Лувенский
 Альберт I Лувенский  (1166, графство Лувен — 24 ноября 1192, Реймс, Франция) — святой Римско-Католической Церкви, князь-епископ Льежского епископства.

## Биография
Альберт был сыном графа Лувена Готфрида III и братом герцога Нижней Лотарингии и Брабанта Генриха I. В 1191 году Альберт был назначен епископом Льежа, после чего он совершил поездку в Рим, где Римский папа Целестин III рукоположил его в диаконы и послал его к архиепископу Реймса, который вскоре рукоположил Альберта в священники, а потом в епископы. Когда Альберт отправился в Льеж, на него напали последователи Генриха VI, которые нанесли ему смертельную рану в сердце.

## Прославление
В 1613 году Альберт Лувенский был причислен к лику святых. До 1612 года его мощи находились в Реймсе, когда Альбрехт VII Австрийский перенёс их в Брюссель. С 1822 года мощи святого Альберта Лувенского находятся в Льежском соборе. В 1921 году, однако, выяснилось, что мощи, находившиеся в Бельгии принадлежали Одальрику, епископу девятого века, а мощи св. Альберта всё ещё находились в Реймсе. 18 ноября того же года они были наконец перенесены в Бельгию.
День памяти в Католической церкви — 21 ноября.
В честь Альберта Лувенского назван город Сент-Альберт в канадской провинции Альберта.